# Альфа Телескопа
HD169467 — хімічно пекулярна зоря спектрального класу B4, що має видиму зоряну величину в смузі V приблизно  3,5.
Вона  розташована на відстані близько 249,4 світлових років від Сонця.

## Пекулярний хімічний склад
Зоряна атмосфера HD169467 має підвищений вміст 
He
.